# Valentina Maksímova
Valentina Mikhàilovna Maksímova (en rus: Валентина Михайловна Максимова), (Tula, 1937) és una exciclista soviètica. Especialista en la velocitat, va aconseguir 4 medalles de plata en els Campionats mundials, totes pel darrere de la seva compatriota Galina Iermolàieva. Va aconseguir vuit títols nacionals de la Unió Soviètica.

## Palmarès
- 1953
  -  Campiona de la Unió Soviètica en velocitat
  -  Campiona de la Unió Soviètica en persecució
- 1954
  -  Campiona de la Unió Soviètica en velocitat
  -  Campiona de la Unió Soviètica en persecució
  -  Campiona de la Unió Soviètica en Contrarellotge 500 m
- 1955
  -  Campiona de la Unió Soviètica en velocitat
  -  Campiona de la Unió Soviètica en velocitat per equips
  -  Campiona de la Unió Soviètica en Contrarellotge 500 m